# Wimbledon-mesterskabet i herredouble 2017
Wimbledon-mesterskabet i herredouble 2017 var den 125. turnering om Wimbledon-mesterskabet i herredouble. Turneringen var en del af Wimbledon-mesterskaberne 2017, og hovedturneringen med deltagelse af 64 par blev spillet i All England Lawn Tennis and Croquet Club i London, Storbritannien i perioden 5. - 15. juli 2017, mens kvalifikationen blev afviklet i Bank of England Sports Club i Roehampton i ugen inden hovedturneringen.
Mesterskabet blev vundet af Łukasz Kubot og Marcelo Melo, som i finalen besejrede Oliver Marach og Mate Pavić med 5-7, 7-5, 7-6(2), 3-6, 13-11. Både Kubot og Melo vandt dermed deres anden grand slam-titel i deres karrierer, idet polakken tidligere havde Australian Open-mesterskabet i herredouble 2014 sammen med Robert Lindstedt, mens brasilianerens første grand slam-titel blev vundet ved French Open-mesterskabet i herredouble 2015 i samarbejde med Ivan Dodig. Wimbledon-mesterskabet i herredouble var ikke tidligere blevet vundet af en polak eller en brasilianer.
Turneringens resultater betød, at Marcelo Melo generobrede førstepladsen på ATP's verdensrangliste i herredouble fra Henri Kontinen.
Franskmændene Pierre-Hugues Herbert og Nicolas Mahut var forsvarende mestre men tabte i anden runde til Jay Clarke og Marcus Willis.

## Pengepræmier og ranglistepoint
Den samlede præmiesum til spillerne i herredouble androg £ 1.820.000 (ekskl. per diem), hvilket var en stigning på knap 15 % i forhold til året før.
| Resultat               | Pengepræmier | Pengepræmier | Ændring ift. 2016 | ATP-point |
| Resultat               | Pr. par      | Total        | Ændring ift. 2016 | ATP-point |
| ---------------------- | ------------ | ------------ | ----------------- | --------- |
| Vindere (1)            | £ 400.000    | £ 400.000    | +14,3 %           | 2.000     |
| Finalister (1)         | £ 200.000    | £ 200.000    | +14,3 %           | 1.200     |
| Semifinalister (2)     | £ 100.000    | £ 200.000    | +13,6 %           | 720       |
| Kvartfinalister (4)    | £ 50.000     | £ 200.000    | +13,6 %           | 360       |
| Tabere i 3. runde (8)  | £ 26.500     | £ 212.000    | +14,0 %           | 180       |
| Tabere i 2. runde (16) | £ 16.500     | £ 264.000    | +15,8 %           | 90        |
| Tabere i 1. runde (32) | £ 10.750     | £ 344.000    | +16,2 %           | 0         |
| Samlet præmiesum       | -            | £ 1.820.000  | +14,7 %           | -         |

## Hovedturnering

### Deltagere
Hovedturneringen havde deltagelse af 64 par, der var fordelt på:
- 55 direkte kvalificerede par i form af deres ranglisteplacering.
- 5 par, der har modtaget et wildcard (markeret med WC).
- 4 par, der var gået videre fra kvalifikationsturneringen (markeret med Q).

Fire af de direkte kvalificerede par meldte efter kvalifikationens start afbud til hovedturneringen, og de blev derfor erstattet af fire lucky loser-par fra kvalifikationen (markeret med LL).

#### Seedede spillere
De 16 bedst placerede af deltagerne på ATP's verdensrangliste pr. 26. juni 2017 blev seedet:
| Seedning | Rang. | Spiller                              | Resultat     |
| -------- | ----- | ------------------------------------ | ------------ |
| 1        | 3     | Henri Kontinen John Peers            | Semifinale   |
| 2        | 11    | Pierre-Hugues Herbert Nicolas Mahut  | Anden runde  |
| 3        | 11    | Jamie Murray Bruno Soares            | Anden runde  |
| 4        | 11    | Łukasz Kubot Marcelo Melo            | Mestre       |
| 5        | 18    | Bob Bryan Mike Bryan                 | Anden runde  |
| 6        | 25    | Ivan Dodig Marcel Granollers         | Tredje runde |
| 7        | 25    | Raven Klaasen Rajeev Ram             | Tredje runde |
| 8        | 37    | Rohan Bopanna Édouard Roger-Vasselin | Anden runde  |
| 9        | 42    | Jean-Julien Rojer Horia Tecău        | Første runde |
| 10       | 45    | Ryan Harrison Michael Venus          | Kvartfinale  |
| 11       | 48    | Feliciano López Marc López           | Første runde |
| 12       | 48    | Juan Sebastián Cabal Robert Farah    | Anden runde  |
| 13       | 60    | Fabrice Martin Daniel Nestor         | Anden runde  |
| 14       | 65    | Florin Mergea Aisam-ul-Haq Qureshi   | Tredje runde |
| 15       | 68    | Julio Peralta Horacio Zeballos       | Anden runde  |
| 16       | 72    | Oliver Marach Mate Pavić             | Finale       |

#### Wildcards
Fem par modtog et wildcard til hovedturneringen.
| Spiller                            | Resultat     |
| ---------------------------------- | ------------ |
| Jay Clarke Marcus Willis           | Tredje runde |
| Scott Clayton Jonny O'Mara         | Anden runde  |
| Brydan Klein Joe Salisbury         | Første runde |
| Thanasi Kokkinakis Jordan Thompson | Anden runde  |
| Ken Skupski Neal Skupski           | Kvartfinale  |

#### Kvalifikanter
Fire par fra kvalifikationen kvalificerede sig til hovedturneringen.
| Spiller                            | Resultat     |
| ---------------------------------- | ------------ |
| Johan Brunström Andreas Siljeström | Anden runde  |
| Kevin Krawietz Igor Zelenay        | Første runde |
| Hugo Nys Antonio Šančić            | Tredje runde |
| Hsieh Cheng-Peng Max Schnur        | Første runde |

På grund af afbud til hovedturneringen fra fire af de direkte kvalificerede par, opnåede yderligere fire par adgang til hovedturneringen som lucky losers.
| Spiller                              | Resultat     |
| ------------------------------------ | ------------ |
| Ariel Behar Aljaksandr Bury          | Første runde |
| Dino Marcan Tristan-Samuel Weissborn | Første runde |
| Sander Arends Peng Hsien-Yin         | Første runde |
| Ilija Bozoljac Flavio Cipolla        | Anden runde  |

### Resultater

#### Kvartfinaler, semifinaler og finale
| Henri Kontinen |
| John Peers     |

| Ryan Harrison |
| Michael Venus |

| Henri Kontinen |
| John Peers     |

| Łukasz Kubot |
| Marcelo Melo |

| Łukasz Kubot |
| Marcelo Melo |

| Ken Skupski  |
| Neal Skupski |

| Łukasz Kubot |
| Marcelo Melo |

| Hans Podlipnik-Castillo |
| Andrej Vasiljevskij     |

| Oliver Marach |
| Mate Pavić    |

| Nikola Mektić |
| Franko Škugor |

| Nikola Mektić |
| Franko Škugor |

| Marcin Matkowski |
| Maks Mirnyj      |

| Oliver Marach |
| Mate Pavić    |

| Oliver Marach |
| Mate Pavić    |

#### Første, anden og tredje runde
| Henri Kontinen |
| John Peers     |

| Fabio Fognini |
| Andreas Seppi |

| Henri Kontinen |
| John Peers     |

| Paolo Lorenzi    |
| Adrian Mannarino |

| Scott Clayton |
| Jonny O'Mara  |

| Scott Clayton |
| Jonny O'Mara  |

| Henri Kontinen |
| John Peers     |

| Nikoloz Basiliashvili |
| Andreas Haider-Maurer |

| Hugo Nys       |
| Antonio Šančić |

| Hugo Nys       |
| Antonio Šančić |

| Hugo Nys       |
| Antonio Šančić |

| Thomaz Bellucci     |
| Rogério Dutra Silva |

| Fabrice Martin |
| Daniel Nestor  |

| Fabrice Martin |
| Daniel Nestor  |

| Ryan Harrison |
| Michael Venus |

| Andre Begemann     |
| Jan-Lennard Struff |

| Ryan Harrison |
| Michael Venus |

| Johan Brunström    |
| Andreas Siljeström |

| Johan Brunström    |
| Andreas Siljeström |

| Sander Arends  |
| Peng Hsien-Yin |

| Ryan Harrison |
| Michael Venus |

| Nicolás Kicker    |
| Diego Schwartzman |

| Ivan Dodig        |
| Marcel Granollers |

| Julien Benneteau |
| Vasek Pospisil   |

| Julien Benneteau |
| Vasek Pospisil   |

| Jonathan Erlich |
| Treat Huey      |

| Ivan Dodig        |
| Marcel Granollers |

| Ivan Dodig        |
| Marcel Granollers |

| Łukasz Kubot |
| Marcelo Melo |

| Wesley Koolhof   |
| Matwé Middelkoop |

| Łukasz Kubot |
| Marcelo Melo |

| Philipp Petzschner |
| Alexander Peya     |

| Philipp Petzschner |
| Alexander Peya     |

| Robin Haase    |
| Dominic Inglot |

| Łukasz Kubot |
| Marcelo Melo |

| Leander Paes   |
| Adil Shamasdin |

| Florin Mergea        |
| Aisam-ul-Haq Qureshi |

| Julian Knowle  |
| Philipp Oswald |

| Julian Knowle  |
| Philipp Oswald |

| Dino Marcan  |
| T. Weissborn |

| Florin Mergea        |
| Aisam-ul-Haq Qureshi |

| Florin Mergea        |
| Aisam-ul-Haq Qureshi |

| Jean-Julien Rojer |
| Horia Tecău       |

| Thanasi Kokkinakis |
| Jordan Thompson    |

| Thanasi Kokkinakis |
| Jordan Thompson    |

| Ariel Behar    |
| Aleksandr Bury |

| Marcus Daniell    |
| Marcelo Demoliner |

| Marcus Daniell    |
| Marcelo Demoliner |

| Marcus Daniell    |
| Marcelo Demoliner |

| Ken Skupski  |
| Neal Skupski |

| Ken Skupski  |
| Neal Skupski |

| Brydan Klein  |
| Joe Salisbury |

| Ken Skupski  |
| Neal Skupski |

| Dustin Brown  |
| Mischa Zverev |

| Rohan Bopanna          |
| Édouard Roger-Vasselin |

| Rohan Bopanna          |
| Édouard Roger-Vasselin |

| Raven Klaasen |
| Rajeev Ram    |

| Marius Copil      |
| Fernando Verdasco |

| Raven Klaasen |
| Rajeev Ram    |

| Purav Raja   |
| Divij Sharan |

| Purav Raja   |
| Divij Sharan |

| Kyle Edmund |
| João Sousa  |

| Raven Klaasen |
| Rajeev Ram    |

| Scott Lipsky   |
| Frances Tiafoe |

| Hans Podlipnik-Castillo |
| Andrej Vasiljevskij     |

| Hans Podlipnik-Castillo |
| Andrej Vasiljevskij     |

| Hans Podlipnik-Castillo |
| Andrej Vasiljevskij     |

| Carlos Berlocq       |
| Albert Ramos Viñolas |

| Juan Sebastián Cabal |
| Robert Farah         |

| Juan Sebastián Cabal |
| Robert Farah         |

| Julio Peralta    |
| Horacio Zeballos |

| James Cerretani |
| Mikhail Jelgin  |

| Julio Peralta    |
| Horacio Zeballos |

| Gilles Müller |
| Sam Querrey   |

| Nikola Mektić |
| Franko Škugor |

| Nikola Mektić |
| Franko Škugor |

| Nikola Mektić |
| Franko Škugor |

| Guillermo Durán |
| Andrés Molteni  |

| Sam Groth        |
| Robert Lindstedt |

| Sam Groth        |
| Robert Lindstedt |

| Sam Groth        |
| Robert Lindstedt |

| Roman Jebavý |
| Jiří Veselý  |

| Jamie Murray |
| Bruno Soares |

| Jamie Murray |
| Bruno Soares |

| Bob Bryan  |
| Mike Bryan |

| Marc Polmans       |
| Andrew Whittington |

| Bob Bryan  |
| Mike Bryan |

| Marcin Matkowski |
| Maks Mirnyj      |

| Marcin Matkowski |
| Maks Mirnyj      |

| Hsieh Cheng-Peng |
| Max Schnur       |

| Marcin Matkowski |
| Maks Mirnyj      |

| Nicholas Monroe |
| Artem Sitak     |

| Nicholas Monroe |
| Artem Sitak     |

| André Sá  |
| Dudi Sela |

| Nicholas Monroe |
| Artem Sitak     |

| Matt Reid          |
| John-Patrick Smith |

| Matt Reid          |
| John-Patrick Smith |

| Feliciano López |
| Marc López      |

| Oliver Marach |
| Mate Pavić    |

| Kevin Krawietz |
| Igor Zelenay   |

| Oliver Marach |
| Mate Pavić    |

| Marcos Baghdatis |
| Malek Jaziri     |

| Ilija Bozoljac |
| Flavio Cipolla |

| Ilija Bozoljac |
| Flavio Cipolla |

| Oliver Marach |
| Mate Pavić    |

| Jay Clarke    |
| Marcus Willis |

| Jay Clarke    |
| Marcus Willis |

| Jared Donaldson   |
| J. Nedunchezhiyan |

| Jay Clarke    |
| Marcus Willis |

| Santiago González |
| Donald Young      |

| Pierre-Hugues Herbert |
| Nicolas Mahut         |

| Pierre-Hugues Herbert |
| Nicolas Mahut         |

## Kvalifikation
Kvalifikationsturneringen blev spillet i Bank of England Sports Ground i Roehampton i perioden 26. - 29. juni 2017 med deltagelse af 16 par, der spillede om fire ledige pladser i hovedturneringen. To af de 16 par deltog i kvalifikationen på grundlag af et wildcard.
Følgende fire par kvalificerede sig til hovedturneringen.
1. Johan Brunström /  Andreas Siljeström
2. Kevin Krawietz /  Igor Zelenay
3. Hugo Nys /  Antonio Šančić
4. Hsieh Cheng-Peng /  Max Schnur

På grund af sene afbud fra fire af de direktete kvalificerede par i hovedturneringen, opnåede følgende par adgang til hovedturneringen som lucky losers.
1. Ariel Behar /  Aljaksandr Bury
2. Dino Marcan /  Tristan-Samuel Weissborn
3. Sander Arends /  Peng Hsien-Yin
4. Ilija Bozoljac /  Flavio Cipolla

### Resultater
| Sanchai Ratiwatana |
| Sonchat Ratiwatana |

| Sander Arends  |
| Peng Hsien-Yin |

| Sander Arends  |
| Peng Hsien-Yin |

| Taro Daniel         |
| Christopher Rungkat |

| Johan Brunström    |
| Andreas Siljeström |

| Johan Brunström    |
| Andreas Siljeström |

| Dino Marcan  |
| T. Weissborn |

| Darian King    |
| Peter Polansky |

| Dino Marcan  |
| T. Weissborn |

| Ruben Bemelmans |
| Tennys Sandgren |

| Kevin Krawietz |
| Igor Zelenay   |

| Kevin Krawietz |
| Igor Zelenay   |

| Hugo Nys       |
| Antonio Šančić |

| Liam Broady   |
| Edward Corrie |

| Hugo Nys       |
| Antonio Šančić |

| Ilija Bozoljac |
| Flavio Cipolla |

| Ilija Bozoljac |
| Flavio Cipolla |

| Facundo Bagnis |
| Sergio Galdós  |

| Ariel Behar     |
| Aljaksandr Bury |

| Luke Bambridge  |
| Lloyd Glasspool |

| Ariel Behar     |
| Aljaksandr Bury |

| Jevgenij Donskoj    |
| Konstantin Kravtjuk |

| Hsieh Cheng-Peng |
| Max Schnur       |

| Hsieh Cheng-Peng |
| Max Schnur       |